# Fosfonity

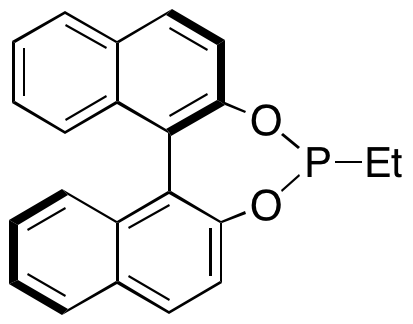
příklad monofosfonitu

Fosfonity jsou organické sloučeniny fosforu s obecným vzorcem P(OR)2R. Fosfinitové skupiny jsou součástí molekul některých pesticidů a používají se jako ligandy.

## Příprava
I když jsou fosfonity estery derivátů kyseliny fosforné (RP(OH)2), tak se nepřipravují esterifikací těchto kyselin, ale získávají se alkoholýzou jejich chloridů; například reakcí dichlorfenylfosfinu (dichloridu kyseliny fenylfosfonité) s methanolem za přítomnosti zásady vzniká dimethyl-fenylfosfonit:
Cl2P(C6H5) + 2 CH3OH → (CH3O)2P(C6H5) + 2 HCl

## Reakce
Oxidací fosfonitů vznikají fosfonáty:
2 P(OR)2R + O2 → 2 OP(OR)2R
Fosfonity lze použít jako ligandy v homogenní katalýze.